# Емблема хакерів
Емблема хакерів — запропонована в жовтні 2003 року Еріком Реймондом як символ приналежності до хакерської культури. На емблемі зображено «планер» (англ. glider) — одна з фігур гри «Життя».
Ерік Реймонд підкреслює, що демонстрація цієї емблеми не означає, що носій оголошує себе хакером, оскільки хакером не можна оголосити самого себе: це титул, який привласнюється співтовариством. Використання емблеми, проте, означає, що носій розділяє цілі і цінності хакерського співтовариства.
Ця емблема не є зображенням, захищеним авторським правом, або товарним знаком, і її використання в комерційних цілях хоч і не заохочується, але і не забороняється.
Ідея використання моделей з «Життя» в якості символів висловлювалася до пропозиції Еріка аргентинським хакером Себастьяном Вейном у березні 2003.

## Чому глайдер?
Глайдер — відповідна емблема в усіх відношеннях. Розпочати з історії: гра «Життя» було уперше описане публічно в Scientific American в 1970 році. Вона народилася майже в той же час, що і Інтернет, і Unix. Відтоді вона зачарувала хакерів.
У «Житті» існують прості правила взаємодії з сусідами, що ведуть до несподіваної, вражаючої складності, яку неможливо було б передбачити, спираючись лише на правила — феномен емерджентності. Це — чиста паралель з виникненням в співтоваристві хакерів таких несподіваних явищ, як розробка відкритого програмного забезпечення.
Глайдер задовольняє критеріям хорошого логотипу. Він простий, сміливий, його важко переплутати з чим би то не було і легко нанести на кухоль або футболку. Його можна варіювати, комбінувати з іншими емблемами, його можна перетворити на фоновий малюнок, що повторюється.
Оригінальний текст (англ.)
Why this emblem?

The glider is an appropriate emblem on many levels. Start with history: the Game of Life was first publicly described in Scientific American in 1970. It was born at almost the same time as the Internet and Unix. It has fascinated hackers ever since.

In the Game of Life, simple rules of cooperation with what's nearby lead to unexpected, even startling complexities that you could not have predicted from the rules(emergent phenomena). This is a neat parallel to the way that startling and unexpected phenomena like open-source development emerge in the hacker community.

The glider fulfils the criteria for a good logo. It's simple, bold, hard to mistake for anything else, and easy to print on a mug or T-shirt. It could be varied, combined with other emblems, or modified and infinitely repeated for use as a background.
— Frequently Asked Questions about the Glider Emblem, Eric S. Raymond

## Варіанти емблеми
Існує декілька варіантів представлення емблеми в текстовому (ASCII) вигляді, наприклад:
```
|_|0|_|   [ ][*][ ]    [ ][0][ ]
|_|_|0|   [ ][ ][*]    [ ][ ][0]
|0|0|0|   [*][*][*]    [0][0][0]

0 1 0    .O.    xox    ■□■    □■□
0 0 1    ..O    xxo    ■■□    □□■
1 1 1    OOO    ooo    □□□    ■■■
```

Алгоритм «емблема хакерів» на кубику Рубіка: D2 L2 F2 R2 U2 B2 D2 F2 R2 U2 R2 U2
Емблема у вигляді таблички:
|  | ۝ |  |
|  |  | ۝ |
| ۝ | ۝ | ۝ |

## Ресурси Інтернету
- The Glider: A Universal Hacker Emblem [Архівовано 6 серпня 2017 у Wayback Machine.] (англ.) (Ерік Реймонд — Eric S. Raymond) — першоджерело. Додаткова інформація про емблему хакерів, включаючи первинники у форматах SVG, TeX а також відповіді на питання, що часто ставляться
- Ерік Реймонд «Планер: Пропозиція емблеми хакерів» — переклад Євгенія Борисова першої версії пропозиції емблеми хакерів (грудень 2003 рік) на російську мову
- «Планер: Універсальна Емблема Хакерів» — by Eric S. Raymond [Архівовано 17 липня 2017 у Wayback Machine.] — альтернативний переклад В'ячеслава Майорського (листопад 2009)